# Beștî, Lohvîțea
Beștî (în ucraineană Бешти) este un sat în comuna Vîrișalne din raionul Lohvîțea, regiunea Poltava, Ucraina.

## Demografie
Componența lingvistică a localității Beștî
     Ucraineană (96,47%)
     Rusă (3,53%)
Conform recensământului din 2001, majoritatea populației localității Beștî era vorbitoare de ucraineană (96,47%), existând în minoritate și vorbitori de rusă (3,53%).